# 島谷ひとみ
島谷 ひとみ（しまたに ひとみ、1980年〈昭和55年〉9月4日 - ）は、日本の女性歌手。
アッパーチューン、バラード、異国情緒を醸し出すナンバーのほか、ポップス、ロック、ラテン、R&B、ジャズ、ハウス、ボサノヴァ、レゲエ、演歌など幅広いジャンルを歌いこなし、透明感のある歌声と高い歌唱力に定評がある。
広島県出身。1999年に18歳で演歌歌手としてデビューし、翌年にポップスへ転向したのち「パピヨン〜papillon〜」「シャンティ」などいずれも一癖あるポップナンバーをヒットさせた。そして2002年の「亜麻色の髪の乙女」は当時のカバー曲ブームを代表する大ヒットとなった。その後も「いつの日にか…」「元気を出して」「Perseus-ペルセウス-」「ANGELUS -アンジェラス-」「Garnet Moon」などヒットを重ねる一方、2005年のコンセプトアルバム『crossover』以降はクラシックなどの異ジャンルを融合させた新しいポップスの表現を模索する“クロスオーバー”というテーマにも取り組んでいる。また、カバー曲も多く発表している。歌手以外に、CMモデル、女優、ミュージカル女優などとしても活動している。
ロングヘアーがトレードマークで、2006年には ORICON STYLE の「髪の毛がキレイな女性タレントランキング」にランクインした。血液型O型、身長161cm、（書字と箸以外は）左利き。2021年に一般男性の経営者と結婚していた。
所属レーベルは自主制作のAI.R LAND RECORD。所属事務所はバーニングプロダクション、Grickを経て2020年より個人事務所所属（FORM JAPANと業務提携）。

## 略歴
- 瀬戸内海の倉橋島（広島県呉市、旧安芸郡音戸町）出身。実家は牡蠣養殖業を営んでいる[9]。幼少時から歌手になることが夢だったという[3]。中学時代は軟式テニス部に所属し、地元の郡大会では優勝経験もある[10]。清水ヶ丘高等学校卒業[11]。
- 1997年、『第1回 THE JAPAN AUDITION』歌手部門に応募総数約20万人の中から合格。以後、高校卒業までの間は、週末に東京でのレッスンを受けるため、広島と東京を往復する生活を送っていた。1999年、関西テレビ（KTV）の『紳助の人間マンダラ』の企画において、島田紳助プロデュース、紳助・高原兄（元アラジン）楽曲提供の演歌「大阪の女」でavex traxからデビュー。同曲はオリコンの演歌チャートで初登場1位を記録した。同チャートでのデビュー曲初登場1位は城之内早苗、中澤裕子に続き3人目であるが、これら2人はそれ以前にアイドルグループでデビューしており、純粋な新人としては史上初である。また、讀賣テレビ放送（ytv）の全日本有線放送大賞では新人賞を獲得した。
- 2000年9月に発売された「解放区」からポップスに転向。
- 2001年2月に「パピヨン 〜papillon〜」をリリース。週間オリコンチャートの最高順位は14位ながら、50位内に20週以上ランクインするロングセラーとなった。
- 2002年1月にTBSのドラマ『プリティガール』の主題歌「シャンティ」を発売し、週間オリコンチャート初登場7位を記録。自身初のオリコン・トップ10入りの作品となった。同年、花王エッセンシャルダメージケアシャンプーのCMソングとして、ヴィレッジ・シンガーズの「亜麻色の髪の乙女」をカバー、島谷自らがモデルとして出演したCMの反響は大きく、同曲はオリコンのカラオケチャートで新記録となる18週連続1位、オリコン年間カラオケチャート1位、週間オリコンチャート最高位4位、年間オリコンチャート22位となり、カバーブームの先駆となった[4][12]。同年6月に発売された2ndアルバム『シャンティ』では週間オリコンチャート初登場1位を記録し、シングルアルバム通じて初の1位獲得作品となった。同年、『第53回NHK紅白歌合戦』に「亜麻色の髪の乙女」で初出場。以後、2005年の『第56回NHK紅白歌合戦』まで4年連続で出場している。
- 2003年にはフジテレビの『僕だけのマドンナ』で初めて月9ドラマに出演し、映画『ドラえもん のび太のワンニャン時空伝』で初の声優に挑戦。
- 2004年春、ミュージカル『スター誕生』で、仲間由紀恵、今井絵理子とともにトリプル主演を務める。
- 2005年2月発売のコンセプトアルバム『crossover』から、ポップスとクラシックをはじめとする異ジャンルを融合した楽曲をリリース。以後、エレキギター、エレキベース、キーボード、ドラムセットによる通常編成のライブとは別に、ピアノやバイオリン、ビオラ、チェロ、コントラバス、パーカッションといった生楽器編成の『crossover』（2008年以降は『Premium meets Premium』）という名称のライブを行っている。
- 2007年8月、ミュージカル『赤毛のアン』に3代目アン役として主演。以後、2011年まで5年連続で主演を務める。
- 2007年12月にカバーアルバム『男歌 〜cover song collection〜』をリリース。オリジナルはすべて男性ヴォーカリストの曲である。
- 2008年1月 - 2月に、ユーミンソング・ミュージカル『ガールフレンズ』の再演版で主演を務めた。同年5月、日本ベトナム外交関係樹立35周年記念事業『ハノイ・ホーチミン音楽祭』に参加。同年12月 - 翌2009年1月、ミュージカル『ラ・カージュ・オ・フォール 〜籠の中の道化たち〜』にアンヌ役で出演。
- 2009年、デビュー10周年を迎えた翌日にあたる7月29日、オリジナルベストとカバーベストを合体した2ndベストアルバム『BEST & COVERS』をリリース。10月には厳島神社で凱旋ライブを行った。また、時期を同じくして故郷の呉市より「呉市観光特使」に任命されたことを自らのブログで発表した。
- 2010年1月に第2弾カバーアルバム『男歌II 〜20世紀ノスタルジア〜』をリリース。
- 2010年7月、女性ファッション誌「EDGE STYLE」とのタイアップによるライブイベント『HITOMI SHIMATANI×EDGE STYLE "EDGE STYLE LIVE"』を開催。音楽以外のさまざまなジャンルのゲスト・アーティストとコラボレーションを行った。以後、2011年7月まで5回のステージに出演した。
- 2011年4月、『情報満載ライブショー モーニングバード!』で初の生放送レギュラー（毎週水曜・レポーター兼コメンテイター）。
- 2011年10月 - 11月、日本初演のロックミュージカル『ROCK OF AGES』に、ヒロインのシェリー役として出演した[13][14]。
- 2012年 - 童謡や唱歌、民謡をカバーしたコンセプトアルバム『Sign Music』を2月にリリースした。またエステーの CM 出演をきっかけに、西川貴教（T.M.Revolution）、ミゲル・ゲレイロと3人でコーラスグループ "T.M.H.R." を結成し、シングル「チカラにかえて」をリリースした[15]。
- 2013年 - 島谷にとって初となるアコースティックツアーを行ない[16]、最終日は故郷の厳島神社で特別ライブを開いた[17]。7月には、新曲を含むベストアルバム『15th Anniversary SUPER BEST』をリリースした。
- 2014年 - 大人のイメージを強調した歌謡曲調のシングル「やぶれかぶれ」をリリースし、そのコンセプトを延長したオリジナルアルバム『本日、都内、某所』を発表した。
- 2015年夏より、島谷ひとみ発案による自主企画ライブ“きょう、ここでうたっています。”（通称“きょうここ”）がスタート。記念すべき初回は2015年7月26日に東京・渋谷ソングラインズにて、“きょう、ここでうたっています。Vol.1”として開催。Vol.2は自身の35歳の誕生日である2015年9月4日に、東京・北参道ストロボカフェにて、“きょう、ここでうたっています。Vol.2”として開催。共に大盛況で、「ずっと続けて行きたい」と語っている。
- 2021年6月 - ダイキサウンド株式会社と新レーベル「AI.R LAND RECORD」を立ち上げることを発表[18]。
- 2021年9月4日 - AI.R LAND RECORDから10枚目のオリジナルアルバム『LoveSong 〜My song for you〜』をリリース[19]。
- 2022年7月8日 - 35枚目のシングル「Mystic World」で自身が初めて作詞作曲し、シンガーソングライターとしてデビューを果たす[20]。
- 2023年11月12日 - HIPPYと共に発起人となり、音楽で平和を発信するイベント「PEACE STOCK 78'」を初開催。広島マリーナホップに、約1万人の来場者を集めた[21]。
- 2024年5月9日 - 「PEACE STOCK 79'」として長崎での開催を発表[22][23]。6月29日、長崎・ハウステンボス特設会場にて開催された[24]。続いて東京・広島・沖縄での開催も発表された[25][26][27]。しかし7月31日、広島の開催を9月22日に予定していたが、円安･物価資材の高騰及びコロナ明けの全国的なフェスティバルの再開による資材不足を受け、『PEACESTOCK80' HIROSHIMA2025』として開催延期することを決定[28]。さらには8月17日･18日に開催予定であった東京公演も台風7号の影響により開催を中止すると8月14日に発表された[29][30]。

## 人物

### 交友関係
- 国仲涼子

デビュー前の東京でのレッスンの時、宿泊部屋が同じマンションだったことで知り合う。お互いに親友と呼べる仲であり、東京に出てきて一番初めに出来た友人である。高熱が出たときや、落胆しているときなど絶妙なタイミングで携帯が掛かってくるため、「彼女が男の子だったら絶対結婚していた。」というぐらい緊密。
国仲とはドラマ『探偵家族』（2002年、日本テレビ系）の第8話で初めて共演する。また、『さんまのまんま2005新春編』に二人揃って振袖姿で登場した。
- 仲間由紀恵

ミュージカル『スター誕生』（2004年）の共演がきっかけで懇意になり、二人だけで食事に行ったり、海外旅行に行くほどの間柄となった。ラジオ番組『島谷ひとみのkeep up spirits!』（文化放送、他）では、仲間由紀恵との意外なエピソードを島谷が明かした。2006年3月17日放送の『ミュージックステーション』では島谷のシングル「春待人/Camellia-カメリア-」と仲間のシングル「恋のダウンロード」の発売日が同じこともあって、テレビでの初共演となった（ただし、2002年12月の第53回NHK紅白歌合戦（仲間はゲスト審査員として出演）や、2005年12月の第56回NHK紅白歌合戦（仲間は紅組司会として出演）での共演はある）。

## 作品

### シングル

#### CDシングル
| 枚   | 発売日         | タイトル                                                      | 最高位 | 収録アルバム                    |
| ---- | -------------- | ------------------------------------------------------------- | ------ | ------------------------------- |
| 1st  | 1999年7月28日  | 大阪の女                                                      | 45位   | 15th Anniversary SUPER BEST     |
| -    | 2000年1月19日  | 涙くんさよなら（Blue-Eye-Land名義）                           | 89位   | 15th Anniversary SUPER BEST     |
| 2nd  | 2000年9月27日  | 解放区                                                        | 28位   | PAPILLON                        |
| 3rd  | 2001年2月7日   | パピヨン〜papillon〜                                          | 14位   | PAPILLON                        |
| 4th  | 2001年5月30日  | 市場に行こう                                                  | 23位   | PAPILLON                        |
| 5th  | 2001年9月12日  | やさしいキスの見つけ方                                        | 17位   | シャンティ                      |
| 6th  | 2002年1月30日  | シャンティ                                                    | 7位    | シャンティ                      |
| 7th  | 2002年5月9日   | 亜麻色の髪の乙女                                              | 4位    | シャンティ                      |
| 8th  | 2002年7月10日  | 亜麻色マキシ                                                  | 7位    | シャンティ                      |
| 9th  | 2002年10月23日 | いつの日にか…                                                 | 10位   | GATE〜scena III〜               |
| 10th | 2003年2月26日  | 赤い砂漠の伝説                                                | 12位   | GATE〜scena III〜               |
| 11th | 2003年6月4日   | 元気を出して                                                  | 10位   | GATE〜scena III〜               |
| 12th | 2003年7月16日  | Perseus-ペルセウス-                                           | 8位    | GATE〜scena III〜               |
| 13th | 2003年11月6日  | YUME日和                                                      | 30位   | 追憶+LOVE LETTER                |
| 14th | 2004年3月17日  | Viola                                                         | 17位   | 追憶+LOVE LETTER Heart&Symphony |
| 15th | 2004年6月2日   | Jewel of Kiss                                                 | 21位   | 追憶+LOVE LETTER                |
| 16th | 2004年8月11日  | ANGELUS -アンジェラス-/Z!Z!Z! -Zip!Zap!Zipangu!-              | 8位    | 追憶+LOVE LETTER                |
| 17th | 2005年1月26日  | Garnet Moon/祈り                                              | 8位    | Heart&Symphony                  |
| 18th | 2005年6月15日  | 〜Mermaid〜                                                   | 18位   | Heart&Symphony                  |
| 19th | 2005年8月10日  | Falco-ファルコ-                                               | 11位   | Heart&Symphony                  |
| 20th | 2005年8月31日  | 真昼の月                                                      | 24位   | Heart&Symphony                  |
| 21st | 2006年3月15日  | 春待人/Camellia-カメリア-                                     | 19位   | PRIMA ROSA                      |
| 22nd | 2006年6月21日  | Destiny-太陽の花-/恋水-tears of love-                         | 14位   | PRIMA ROSA                      |
| 23rd | 2006年11月15日 | PASIO〜パッシオ                                               | 12位   | PRIMA ROSA                      |
| 24th | 2007年2月21日  | Dragonfly                                                     | 29位   | PRIMA ROSA                      |
| 25th | 2007年6月6日   | Neva Eva                                                      | 22位   | Flare                           |
| 26th | 2007年9月5日   | 深紅/愛の詩                                                   | 14位   | Flare                           |
| 27th | 2008年3月19日  | 泣きたいなら                                                  | 34位   | Flare                           |
| 28th | 2008年6月25日  | WAKE YOU UP/雨の日には 雨の中を 風の日には 風の中を/Marvelous | 33位   | Flare                           |
| 28th | 2008年6月25日  | 雨の日には 雨の中を 風の日には 風の中を                       | 33位   | Flare                           |
| 29th | 2009年3月4日   | SMILES                                                        | 27位   | BEST & COVERS                   |
| 30th | 2010年10月6日  | 真夜中のギター                                                | 64位   | 15th Anniversary SUPER BEST     |
| 31st | 2011年2月16日  | 簡単に言えたなら                                              | 75位   | 15th Anniversary SUPER BEST     |
| 32nd | 2012年3月7日   | しあわせ運べるように                                          | 175位  | 15th Anniversary SUPER BEST     |
| 33rd | 2014年6月4日   | やぶれかぶれ                                                  | 48位   | 本日、都内、某所                |
| 34th | 2018年8月22日  | Golden Lady                                                   | 122位  | misty                           |
| 35th | 2022年7月8日   | Mystic World                                                  | 41位   |                                 |
| 36th | 2023年1月21日  | 旅/13月のクリスマス/Re:START!                                 | 63位   |                                 |

#### デジタル・シングル
| 発売日        | タイトル             | 収録アルバム                |
| ------------- | -------------------- | --------------------------- |
| 2012年3月28日 | うれしいこと         | 15th Anniversary SUPER BEST |
| 2015年8月4日  | まつりだ わっしょい! |                             |
| 2021年11月3日 | エンドロールまで     |                             |
| 2022年3月1日  | より速く!            |                             |
| 2023年9月30日 | おうちに帰ろう       |                             |
| 2024年7月28日 | KEEP A SMILE         |                             |

#### コラボレーション・シングル
| 通算 | 発売日         | タイトル             | 名義                | 備考                                                                         |
| ---- | -------------- | -------------------- | ------------------- | ---------------------------------------------------------------------------- |
| 1    | 2007年1月24日  | ふたりでいいじゃない | 鈴木雅之&島谷ひとみ | TBS系ドラマ 愛の劇場『結婚式へ行こう!』オープニングテーマ                    |
| 2    | 2012年9月12日  | チカラにかえて       | T.M.H.R.            | 西川貴教 & ミゲル・ゲレイロとのスペシャルユニット エステー『消臭力』CMソング |
| 3    | 2021年7月23日  | TOKYO GIRL           | HITOMINMI           | MINMIとのスペシャルユニット デジタル・シングル                               |
| 4    | 2023年11月12日 | PEACE STOCK          | HIPPY&HITOMI        | HIPPYとのスペシャルユニット デジタル・シングル                               |
| 5    | 2024年1月1日   | ナガレボシ           | HIPPY&HITOMI        | HIPPYとのスペシャルユニット デジタル・シングル                               |

### アルバム

#### フル・アルバム
| 枚   | 発売日         | タイトル                     | 規格品番                    | 最高位 |
| ---- | -------------- | ---------------------------- | --------------------------- | ------ |
| 1st  | 2001年6月27日  | PAPILLON                     | AVCD-11944                  | 7位    |
| 2nd  | 2002年6月12日  | シャンティ                   | AVCD-17095 (CCCD)           | 1位    |
| 3rd  | 2003年8月6日   | GATE〜scena III〜            | AVCD-17303 (CCCD)           | 2位    |
| 4th  | 2004年9月1日   | 追憶+LOVE LETTER             | AVCD-17525 (CCCD)           | 7位    |
| 4th  | 2004年9月1日   | 追憶+LOVE LETTER             | AVCD-17524 (CCCD+DVD)       | 7位    |
| 5th  | 2005年10月12日 | Heart&Symphony               | AVCD-17765                  | 7位    |
| 5th  | 2005年10月12日 | Heart&Symphony               | AVCD-17764 (CD+DVD)         | 7位    |
| 6th  | 2007年3月7日   | PRIMA ROSA                   | AVCD-23177                  | 16位   |
| 6th  | 2007年3月7日   | PRIMA ROSA                   | AVCD-23176B (CD+DVD)        | 16位   |
| 7th  | 2008年7月16日  | Flare                        | AVCD-23621                  | 21位   |
| 7th  | 2008年7月16日  | Flare                        | AVCD-23620B (CD+DVD)        | 21位   |
| 8th  | 2014年7月16日  | 本日、都内、某所             | AVCD-38996                  | 52位   |
| 8th  | 2014年7月16日  | 本日、都内、某所             | AVCD-38995B (CD+DVD)        | 52位   |
| 8th  | 2014年7月16日  | 本日、都内、某所             | AVZD-38994B (CD+DVD+写真集) | 52位   |
| 9th  | 2018年11月28日 | misty                        | AVCD-96026                  | 62位   |
| 9th  | 2018年11月28日 | misty                        | AVCD-96025B (CD+DVD)        | 62位   |
| 10th | 2021年9月4日   | LoveSong 〜My song for you〜 | AILCD-0001                  | 66位   |
| 10th | 2021年9月4日   | LoveSong 〜My song for you〜 | AILCD-0002 (CD+DVD)         | 66位   |

#### ミニ・アルバム
| 枚  | 発売日         | タイトル                                 | 規格品番                             | 最高位 |
| --- | -------------- | ---------------------------------------- | ------------------------------------ | ------ |
| 1st | 2002年11月27日 | Poinsettia〜亜麻色ウィンターメモリーズ〜 | AVCD-17187 (CCCD)                    | 5位    |
| 2nd | 2016年2月3日   | 心のままに〜心のままに&sessions〜        | AVCD-93319/B                         | 60位   |
| 2nd | 2016年2月3日   | 心のままに〜心のままに&sessions〜        | AVCD-93318/B (CD+DVD)                | 60位   |
| 3rd | 2019年7月24日  | brilliant                                | AVCD-96322                           | 45位   |
| 3rd | 2019年7月24日  | brilliant                                | AVCD-96321B (CD+DVD) [Music Video盤] | 45位   |
| 3rd | 2019年7月24日  | brilliant                                | AVCD-96320B (CD+DVD) [Live DVD盤]    | 45位   |

#### コンセプト・アルバム
| 枚  | 発売日        | タイトル  | 規格品番   | 最高位 |
| --- | ------------- | --------- | ---------- | ------ |
| 1st | 2005年2月23日 | crossover | AVCD-17587 | 14位   |

#### カバー・アルバム
| 枚  | 発売日        | タイトル                      | 規格品番              | 最高位 |
| --- | ------------- | ----------------------------- | --------------------- | ------ |
| 1st | 2007年12月5日 | 男歌〜cover song collection〜 | AVCD-23400            | 11位   |
| 1st | 2007年12月5日 | 男歌〜cover song collection〜 | AVCD-23399B (CD+DVD)  | 11位   |
| 2nd | 2010年1月27日 | 男歌II〜20世紀ノスタルジア〜  | AVCD-23981            | 35位   |
| 2nd | 2010年1月27日 | 男歌II〜20世紀ノスタルジア〜  | AVCD-23980B (CD+DVD)  | 35位   |
| 3rd | 2012年2月22日 | Sign Music                    | AVCD-38400            | 67位   |
| 3rd | 2012年2月22日 | Sign Music                    | AVCD-38398B (2CD+DVD) | 67位   |

#### ベスト・アルバム
| 枚  | 発売日         | タイトル                                   | 規格品番                   | 最高位 |
| --- | -------------- | ------------------------------------------ | -------------------------- | ------ |
| 1st | 2003年12月25日 | Delicious!〜The Best of Hitomi Shimatani〜 | AVCD-17368 (CCCD)          | 2位    |
| 1st | 2003年12月25日 | Delicious!〜The Best of Hitomi Shimatani〜 | AVCD-17455 (CCCD+DVD)      | 2位    |
| 2nd | 2009年7月29日  | BEST & COVERS                              | AVCD-23885                 | 12位   |
| 2nd | 2009年7月29日  | BEST & COVERS                              | AVCD-23883B (2CD+DVD)      | 12位   |
| 3rd | 2013年7月24日  | 15th Anniversary SUPER BEST                | AVCD-38755                 | 36位   |
| 3rd | 2013年7月24日  | 15th Anniversary SUPER BEST                | AVCD-38752B (3CD+DVD)      | 36位   |
| 3rd | 2013年7月24日  | 15th Anniversary SUPER BEST                | AVZD-38748B (4CD+2Blu-ray) | 36位   |

- コンプリートベスト（2009年3月30日）[31]
ベスト・アルバム『Delicious! 〜The Best of Hitomi Shimatani〜』から「Poinsettia」、「花鳥諷詠 -Song for Everybody-」を除く14曲を収録。高速道路のサービスエリアや一部のCDショップで販売されている。『Delicious!』はCCCDだったが、こちらは、通常のCD-DAでの発売となっている。
- 逆輸入盤
  - Delicious!〜The Best of Hitomi Shimatani〜
オリジナル盤より「花鳥諷詠 -Song for Everybody-」を除いた13曲を収録。格安CDとして一部ディスカウントストアや高速道路のサービスエリアなどで発売されていたが音楽レコードの還流防止措置により現在は入手困難。なお帯には「日本販売禁止」と記載されていた。

#### 配信限定アルバム
| 枚  | 発売日        | タイトル                         |
| --- | ------------- | -------------------------------- |
| 1st | 2011年2月23日 | 裏 BEST 2000-2004                |
| 2nd | 2011年2月23日 | 裏 BEST 2005-2010                |
| 3rd | 2014年6月9日  | Hitomi Shimatani BEST COLLECTION |
| 4th | 2018年3月21日 | HITOMI SHIMATANI ANIME SONGS＋   |

- 『裏 BEST』は初のカップリングベストアルバムであり、初の配信限定アルバムである。2パッケージで同時リリース。『裏 BEST 2000-2004』には2ndシングル「解放区」から16thシングル「ANGELUS -アンジェラス-/Z!Z!Z! -Zip!Zap!Zipangu!-」まで、シングル15枚のカップリング全18曲を収録。『裏 BEST 2005-2010』には17thシングル「Garnet Moon/祈り」から30thシングル「真夜中のギター」まで、シングル14枚のカップリング全16曲を収録。カップリングベストではあるが、両A面、リカット曲、リアレンジ・バージョンも収録されている。「解放区 (one love remix)」、「パピヨン 〜papillon〜（ヴォイス・ハーモニー・バージョン）」、「to be continued...6.Aug.2003」、「追憶 (LIVE REC from Special Live "crossover II" at 東京芸術劇場 2006.10.1)」、「深紅 (A.C.E.3 version)」、「雨の日には 雨の中を 風の日には 風の中を feat. GooF from SOFFet ＜SMOOTH RAP version＞」は収録されていない。

### 参加作品
- Funk Tank feat. 島谷ひとみ
  - m.c.A・T『Returns!』（2004年2月4日） - 12曲目
- 世界中の誰よりきっと (crossover version)
  - Various Artists『Beautiful Woman』（2006年11月8日） - 15曲目

中山美穂&WANDS「世界中の誰よりきっと」のカバー
- あなたといた時
  - Original Soundtrack『HIGH SCHOOL MUSICAL SOUNDTRACK SPECIAL EDITION』（2007年1月17日） - 14曲目
  - Various Artists『Disneymania presents POP PARADE JAPAN』（2007年3月7日） - 13曲目
  - Various Artists『DISNEY CHANNEL 5th ANNIVERSARY BEST』（2008年11月5日） - 21曲目

映画『ハイスクール・ミュージカル』テーマソング
『ハイスクール・ミュージカル』ヒロイン役ガブリエラ（ヴァネッサ・ハジェンズ）「When There Was Me and You」のカバー
- ふたりでいいじゃない 〜album ver.〜（鈴木雅之&島谷ひとみ）
  - 鈴木雅之
    - 『Champagne Royale』（2007年3月7日） - 2曲目
    - 『Martini Duet』（2008年6月25日） - 1曲目
- 魅せられて
  - Various Artists『popular music 〜筒美京平トリビュート〜』（2007年7月11日） - 8曲目

ジュディ・オング「魅せられて」のカバー
- あなたに会えてよかった
  - 稲垣潤一『男と女3 -TWO HEARTS TWO VOICES-』（2010年9月29日） - 8曲目

小泉今日子「あなたに会えてよかった」のカバー
- 笑顔の明日（2016年7月26日）
厚生労働省「知って、肝炎プロジェクト」テーマソング
- 手編みの靴下
  - 『ザ・ピーナッツ トリビュート・ソングス』（2016年9月7日） - 8曲目

夏川りみとのデュエット。島谷が1番を、夏川が2番を歌い、3番でユニゾンになる。三線とウクレレは島袋優、トロンボーン・ソロは村田陽一が演奏[32]。
- 最後のキスなら feat. 島谷ひとみ
  - はらかなこ『Tokyo City Pop vol.1"Portrait"Produced by KANAKO HARA』（2003年6月7日） - 2曲目

### アナログ盤
- LPレコード
  - パピヨン 〜papillon〜／市場に行こう（2001年6月27日）
  - 亜麻色の髪の乙女（2002年11月30日）
- 7インチシングル
  - 真夜中のドア〜STAY WITH ME〜／真夜中のドア〜STAY WITH ME〜（DJ KANBE & The Funky Cats Remix）（2022年4月23日）
  - パピヨン ～papillon～／亜麻色の髪の乙女（2025年2月26日）

## タイアップ
| 曲名                                              | タイアップ                                                                                               |
| ------------------------------------------------- | --- |
| 大阪の女                                          | 北海道テレビ放送『水曜どうでしょう』エンディングテーマ                                                   |
| 涙くんさよなら                                    | TBS系ドラマ 愛の劇場『新・天までとどけ』主題歌                                                           |
| 解放区                                            | カネボウ「REVUE」CMソング                                                                                |
| 解放区                                            | 日本テレビ系『ヤミツキ』エンディングテーマ                                                               |
| パピヨン 〜papillon〜                             | 日本テレビ系『FUN』FUN'S RECOMMEND #015                                                                  |
| 市場に行こう                                      | TBS系『ワンダフル』2001年6月度テーマソング                                                               |
| やさしいキスの見つけ方                            | 花王ソフィーナ「AUBE」CMソング                                                                           |
| やさしいキスの見つけ方                            | テレビ東京系『ASAYAN』エンディングテーマ                                                                 |
| シャンティ                                        | TBS系ドラマ『プリティガール』主題歌                                                                      |
| 亜麻色の髪の乙女                                  | 花王「エッセンシャルダメージケアシャンプー」CMソング                                                     |
| A.S.A.P. 〜as soon as possible〜                  | ブルボン「プチシリーズ」CMソング                                                                         |
| Hold my Soul                                      | NHKテレビドラマ『新宿鮫』テーマソング                                                                    |
| 抱きしめて 〜晶のBallad〜                         | NHKテレビドラマ『新宿鮫』挿入歌                                                                          |
| いつの日にか・・・                                | TBS系『王様のブランチ』2002年10・11月度エンディングテーマ                                                |
| Pearl & Snow                                      | セブンイレブン「クリスマス・メニュー」CMソング                                                           |
| 赤い砂漠の伝説                                    | 日本テレビ系『FUN』FUN'S RECOMMEND #027                                                                  |
| 元気を出して                                      | NHKテレビ『23時連続ドラマ』主題歌                                                                        |
| Perseus -ペルセウス-                              | TBS系『THE BASEBALL 野球烈闘 2003』テーマソング                                                          |
| YUME日和                                          | テレビ朝日系アニメ『ドラえもん』エンディングテーマ                                                       |
| YUME日和                                          | 東宝配給映画『ドラえもん のび太のワンニャン時空伝』挿入歌・エンディングテーマ                            |
| 花鳥諷詠（かちょうふうえい） -Song for Everybody- | スターチャンネルキャンペーンソング                                                                       |
| Viola                                             | 日本テレビ系『FUN』FUN'S RECOMMEND #033                                                                  |
| Jewel of Kiss                                     | サンギ「ナノテク・アパガード」CMソング                                                                   |
| ANGELUS -アンジェラス-                            | 読売テレビ・日本テレビ系アニメ『犬夜叉』オープニングテーマ                                               |
| Z!Z!Z! -Zip!Zap!Zipangu!-                         | テレビ東京系『アテネオリンピック 2004』テーマソング                                                      |
| 追憶+LOVE LETTER                                  | KDDI「PLAY MUSIC! PLAY au!」キャンペーンソング                                                           |
| 綺羅星                                            | 赤い羽根共同募金CMソング                                                                                 |
| 手のひらを太陽に                                  | フジテレビ系『めざましテレビ』2004年7・8月度テーマソング                                                 |
| Garnet Moon                                       | バンプレスト社（後のバンダイナムコゲームス）ゲーム「Another Century's Episode 〜A.C.E.〜」イメージソング |
| 祈り                                              | バンプレスト社ゲーム「Another Century's Episode 〜A.C.E.〜」エンディングテーマ                           |
| I will                                            | 松竹・ギャガ共同配給映画『レーシング・ストライプス』日本語吹き替え版主題歌                               |
| 〜Mermaid〜                                       | 日本テレビ系『@サプリッ!』エンディングテーマ                                                             |
| 〜Mermaid〜                                       | エムティーアイ「music.jp」CMソング                                                                       |
| Falco -ファルコ-                                  | テレビ東京系アニメ『うえきの法則』オープニングテーマ                                                     |
| 真昼の月                                          | テレビ朝日系ドラマ『新・科捜研の女』主題歌                                                               |
| Sky High                                          | トリノ五輪JOCオフィシャルパートナー「intelligence」CMソング                                              |
| 春待人                                            | テレビ東京系『第3回全日本大学女子選抜駅伝』中継テーマソング                                              |
| 春待人                                            | エムティーアイ「music.jp」CMソング                                                                       |
| Camellia -カメリア-                               | 日本テレビ系『落下女』3月テーマソング                                                                    |
| Destiny -太陽の花-                                | 読売テレビ系アニメ『ブラック・ジャック21』オープニングテーマ                                             |
| Destiny -太陽の花-                                | エイベックス・グループ・ホールディングス「mu-mo」CMソング                                                |
| 恋水 -tears of love-                              | テレビ東京系『水曜ミステリー9』女性主題歌                                                                |
| PASIO〜パッシオ                                   | 日本テレビ系『NNN Newsリアルタイム』エンタメSPORTSテーマソング                                           |
| PASIO〜パッシオ                                   | 日本テレビ系『GOOD LOOKIN' CLUB』エンディングテーマ                                                      |
| True Blue                                         | テレビ東京系アニメ『うえきの法則』挿入歌                                                                 |
| あなたといた時                                    | 映画『ハイスクール・ミュージカル』テーマソング                                                           |
| ふたりでいいじゃない                              | TBS系ドラマ 愛の劇場『結婚式へ行こう!』オープニングテーマ                                                |
| Dragonfly                                         | TBS系『アイチテル!』2・3月度エンディングテーマ                                                           |
| Ramblin'                                          | 日本テレビ系『THE・サンデー』エンディングテーマ                                                          |
| Neva Eva                                          | 日本テレビ系『レスリング中継2007』イメージソング                                                         |
| Neva Eva                                          | 日本テレビ系『音楽戦士 MUSIC FIGHTER』6月POWER PLAY                                                      |
| 深紅                                              | バンプレスト社ゲーム「Another Century's Episode 3（A.C.E.3）THE FINAL」イメージソング                    |
| 愛の詩                                            | バンプレスト社ゲーム「Another Century's Episode 3（A.C.E.3）THE FINAL」エンディングテーマ                |
| 泣きたいなら                                      | 日本テレビ系『音楽戦士 MUSIC FIGHTER』3月POWER PLAY                                                      |
| WAKE YOU UP                                       | テレビ東京系ドラマ『ケータイ捜査官7』オープニングテーマ                                                  |
| 雨の日には 雨の中を 風の日には 風の中を           | 相田みつをオフィシャルトリビュートソング                                                                 |
| Marvelous                                         | 日本テレビ系『レスリング中継2008』イメージソング                                                         |
| SMILES                                            | スカイパーフェクTV!『2008 北京パラリンピック競技大会 車椅子バスケットボール』テーマソング                |
| SMILES                                            | ギャンビット配給映画『パラレル』主題歌                                                                   |
| SMILES                                            | 日本テレビ系『ガールズ・ライク・マネー』エンディング・テーマ                                             |
| Stay with me                                      | NHK教育テレビ『メジャー 第5シリーズ』エンディングテーマ                                                  |
| VENUS                                             | サンセイ「CRファナティックバトル」主題歌                                                                 |
| Communication                                     | サンセイ「CRファナティックバトル」アリーシャ キャラクターソング                                          |
| 簡単に言えたなら                                  | ディノス「フジテレビフラワーネット」CMソング                                                             |
| うれしいこと                                      | NHK教育アニメ『はなかっぱ』2011年度エンディングテーマ                                                    |
| キラキラ                                          | コニカミノルタプラネタリウム「満天」テーマソング                                                         |
| チカラにかえて                                    | エステー「消臭力」CMソング                                                                               |
| ルパン三世のテーマ                                | 平和「CRルパン三世〜消されたルパン〜」イメージソング                                                     |
| Crazy In Love                                     | 平和「CRルパン三世〜消されたルパン〜」イメージソング                                                     |
| やぶれかぶれ                                      | テレビ東京系『マルホの女〜保険犯罪調査員〜』主題歌                                                       |
| ソルジャー!ソルジャー!                            | 日本テレビ系『それゆけ!ゲームパンサー!』7月度エンディングテーマ                                          |
| ソルジャー!ソルジャー!                            | 朝日放送『ビーバップ!ハイヒール』7月度エンディングテーマ                                                 |
| まつりだ わっしょい！                             | フジテレビ『みんなのニュース』内コーナー「ニュースのうた」火曜日ソング                                   |
| 心のままに                                        | NHKドラマ10『愛おしくて』主題歌                                                                          |
| Golden Lady                                       | 日本テレビ系『ウチのガヤがすみません!』8月度エンディングテーマ                                           |
| Mystic World                                      | テレビ東京系『じっくり聞いタロウ〜スター近況（秘）報告〜』8月度エンディングテーマ                        |
| 旅                                                | 日本テレビ系『ぶらり途中下車の旅』2023年1-3月度エンディングテーマ                                        |

## ライブ・イベント

### ツアー
- Hitomi Shimatani 1st Live Tour 2003 GATE 〜scena III〜（2003年9月 - 10月） - 全国15都市・全17回公演
- HITOMI SHIMATANI CONCERT TOUR 2004 追憶+LOVE LETTER（2004年9月 - 11月） - 全国22都市・全22回公演
- Hitomi Shimatani Acoustic Tour 2013 -15th Anniversary前夜祭-（2013年6月17日 ビルボードライブ大阪、6月20日 名古屋ブルーノート）

第22回NECフィールディング世界遺産劇場 -  厳島神社 - 「Hitomi Shimatani Acoustic Tour 2013 -15th Anniversary前夜祭 七夕スペシャル in 厳島神社-」（2013年7月7日、厳島神社 高舞台）
- HITOMI SHIMATANI 20th ANNIVERSARY LIVE TOUR 2018 -Golden Lady-（2018年7月29日 名古屋ブルーノート、8月6日 ビルボードライブ大阪、8月30日・31日 コットンクラブ） - 各日2公演
- HITOMI SHIMATANI 20th ANNIVERSARY LIVE TOUR 2019 -misty-（2019年2月10日 ブルース・アレイ・ジャパン（東京）、2月15日 ライブ・ジューク（広島）、2月16日 フラミンゴ・ジ・アルーシャ（大阪）、2月23日 阿寒湖氷上フェスティバル会場[注 1]、2月24日 ブルックリンパーラー札幌、3月2日 名古屋ブルーノート、3月3日 ブルックリンパーラー博多、3月10日 ブルース・アレイ・ジャパン（東京））[注 2]
- HITOMI SHIMATANI 20th ANNIVERSARY FINAL LIVE TOUR 2019（2019年8月18日 俺のgrill＆bakery（東京）、9月16日 ブルックリンパーラー札幌、9月22日 BERONICA（大阪）、9月23日 ブルックリンパーラー博多（福岡）、10月5日 名古屋ブルーノート、10月6日 ブルーブックスカフェ静岡、10月27日 モーション・ブルー・ヨコハマ、11月17日 宮古市民文化会館、12月1日 マウントレーニアホール（東京））[注 3][40]
- HITOMI SHIMATANI Concert Tour 2020 "haute couture"（7月4日 ゲバントホール（広島）、8月22日 SHIBUYA PLEASURE PLEASURE（東京）[注 4]、9月26日 仙台市シルバーセンター、10月4日 愛知県芸術劇場小ホール（名古屋）、10月31日 ナレッジシアター（大阪）、11月7日 TSUTAYA O-EAST（東京））
- ICheck presents HITOMI SHIMATANI LIVE TOUR 2021“LoveSong ~My song for you~（2021年9月3日 - 11月28日）- 全国11都市・全14公演（キリスト品川教会、広島流川教会、九州キリスト教会館（福岡）、アンジェローブ（名古屋）、サント・ステファーノ大聖堂（仙台）、白水台聖アンナ教会（松山）、藻岩シャローム教会（札幌）、ブルーミントンヒル（旭川）、トリフォーリアNAGOYA、ルグラン軽井沢ホテル＆リゾート 水音の教会、那須高原セント・ミッシェル教会、リーガロイヤルホテル大阪 ザ・クリスタルチャペル、浅草花劇場（昼夜2公演））
- ICheck presents HITOMI SHIMATANI LIVE TOUR 2021“LoveSong ～Monthly chapel～”（2021年10月11日、11月13日、12月11日、2022年2月26日、3月12日、3月26日、4月23日 東京ガーデンパレス ホワイトチャペルホール）
- HITOMI SHIMATANI feat.DJ KANBE SONIC WAVE 2022（2022年6月18日 府中の森芸術劇場 ふるさとホール（2公演・東京）、7月9日 クレオ大阪中央、9月26日 BM THEATER（名古屋）、9月4日 よみうり大手町ホール（2公演・東京））
- HITOMI SHIMATANI 25th ANNIVERSARY LIVE "Smile"（2024年7月27日 きゅりあん 大ホール（東京）、9月28日 メニコンシアターAoi（名古屋）、10月4日 ザ・フェニックスホール（大阪）、11月4日 新宿ReNY（追加公演・東京））

### ライブ
- Hitomi Shimatani Special Live "crossover" （2005年3月19日、品川プリンスホテル クラブeX）
- Hitomi Shimatani Premium Live 2005 -Heart & Symphony & More-（2005年11月13日 なんばHatch、11月25日 SHIBUYA-AX）
- Hitomi Shimatani Special Live "crossover II"（2006年9月30日・10月1日、東京芸術劇場 中ホール）
- Hitomi Shimatani Live 2007 -PRIMA ROSA-（2007年6月17日・22日、品川プリンスホテル ステラボール）
- Premium meets Premium 2008（2008年7月26日・27日、浜離宮朝日ホール）[注 5]
- Hitomi Shimatani Live 2008 Flare（2008年10月10日 SHIBUYA-AX、10月24日 なんばHatch）
- Premium meets Premium 2009（2009年6月5日（1公演）・6日（2公演）、浜離宮朝日ホール）
- 第12回楽天世界遺産劇場 - 厳島神社 - 「10th Anniversary Special Live CROSS OVER at 厳島神社」（2009年10月17日、厳島神社 高舞台）
- Premium meets Premium 2010（2010年7月22日・23日、浜離宮朝日ホール）[注 6]
- Premium meets Premium 2011（2011年8月2日、浜離宮朝日ホール）[注 7]
- Premium meets Premium 2012（2012年8月5日、浜離宮朝日ホール）
- 平清盛公生誕900年記念 嚴島神社奉納 島谷ひとみ 20th Anniversary LIVE（2018年10月21日、厳島神社 高舞台）
- Hitomi Shimatani CROSSOVER 〜Premium meets Premium〜 Special guest Seiya Ueno（2019年5月23日、浜離宮朝日ホール）- ゲスト：上野星矢[41][42]
- HITOMI SHIMATANI New year concert "La première étape"（2020年1月19日、俺のGrill＆Bakery 大手町）[43]
- HITOMI SHIMATANI CROSS OVER 2020 "nacimiento"（2020年12月25日、浜離宮朝日ホール）
- HITOMI SHIMATANI SPECIAL LIVE 2021 Cover（2021年7月4日、Grand Maison ORENO）
- Fm yokohama PRESENTS HITOMI SHIMATANI Ex.CROSSOVER 2022 with S&S Orchestra（2022年5月4日、練馬文化センター 大ホール）- 上野星矢、内門卓也と共演
- HITOMI SHIMATANI "HEART BEAT"（2023年6月2日、なかのZERO 大ホール）
- HITOMI SHIMATANI CROSSOVER 2024 "SONRISA"（2024年7月28日、きゅりあん）

### 自主企画ライブ
- きょう、ここでうたっています。
  - Vol.1（2015年7月26日（2公演）、渋谷SONGLINES）
  - Vol.2（2015年9月4日（2公演）、北参道ストロボカフェ）
  - Vol.3（2015年12月23日（2公演）、下北沢440）
  - Vol.4（2016年4月18日、SUZU CAFE -hiroshima-）
  - Vol.5（2016年11月12日（2公演）、カフェコムサ銀座）
  - Vol.6（2017年6月18日（2公演）、Motion Blue YOKOHAMA）- Fm yokohama「eyes on me」放送300回記念番組とのコラボ企画として、「きょう、“eyes on me”でうたっています。」のタイトルで開催
  - Vol.7（2018年2月3日（2公演）、Motion Blue YOKOHAMA）

### ディナーショー
- 島谷ひとみ Dinner & Live Show（2016年8月3日、ホテル椿山荘東京 オリオン）
- 島谷ひとみ Dinner Show（2016年2月5日、ホテルオークラ新潟 コンチネンタル）

### 特別ライブ
- SOUND FACTORY '05 in MIYOSHI（2005年11月12日、広島県立みよし公園 カルチャーセンター）
- 東京ニューシティ管弦楽団　第45回定期演奏会 〜永遠のロメオとジュリエット〜（2006年4月18日、東京芸術劇場 大ホール）
- 都響スペシャル「岩代太郎×都響　スクリーン・ミュージック・フォーエバー」（2006年11月3日、東京芸術劇場 大ホール）
- 歌人・村下孝蔵 メモリアルコンサート ファイナル 〜初恋/ロマンスカー/同窓会のすすめ〜　<昼の部>（2008年1月13日、紀伊國屋サザンシアター）- ゲスト出演
- YUMING SURF & SNOW in Naeba Vol.28 2008（2008年2月16日、苗場プリンスホテル ブリザーディウム）- 鈴木蘭々とゲスト出演
- 阪急三番街「Dream Live 2009」（2009年1月29日・30日、梅田芸術劇場 シアター・ドラマシティ）
- 第50回明治大学マンドリンコンサート（2009年11月1日、よこすか芸術劇場）
- Four Roses BAR 2009 starring Hitomi Shimatani（2009年11月7日、スパイラルホール）
- Fm yokohama「Merry Snow Christmas Live 2009」（2009年12月24日、横浜ランドマークタワー　ランドマークプラザ ガーデンスクエア）
- Hitomi Shimatani×EDGE STYLE "EDGE STYLE LIVE"（2010年7月30日、南青山MANDALA）- 女性限定ライブ。ゲスト：和代人平、はるな愛
- Hitomi Shimatani×EDGE STYLE "EDGE STYLE LIVE vol.2"（2010年9月28日、南青山MANDALA）- 女性限定ライブ。ゲスト：劇団InnocentSphere
- Hitomi Shimatani×EDGE STYLE "EDGE STYLE LIVE vol.3"（2010年11月25日、南青山MANDALA）- 女性限定ライブ。ゲスト：劇団かかし座、小池徹平
- Fm yokohama「Merry Snow Christmas Live 2010」（2010年12月23日、横浜ランドマークタワー　ランドマークプラザ ガーデンスクエア）
- "Kibou"ミュージック・プロジェクト・コンサート（2011年6月25日、Hakuju Hall）- サプライズ・ゲスト出演。指揮：曽我大介
- Hitomi Shimatani×EDGE STYLE "EDGE STYLE LIVE 1st Anniversary 〜男子解禁〜"（2011年7月18日、STB139）- 第1回目ゲスト：羽鳥慎一、赤江珠緒、DaiGo。第2回目ゲスト：和代人平、DaiGo
- Fm yokohama「eyes on me」SPECIAL LIVE（2011年12月18日、クイーンズスクエア横浜　クイーンズサークル）
- ギンザめざましクラシックス Vol.59 〜音楽のなかの女性たち〜めざクラ版ひな祭りをあなたに〜（2012年3月3日、王子ホール）- スペシャルゲスト出演
- Fm yokohama「eyes on me」SPECIAL LIVE（2012年12月23日、クイーンズスクエア横浜　クイーンズサークル）
- NISSAN GALLERY SUMMER LIVE（2013年8月4日、日産自動車グローバル本社ギャラリー）
- Fm yokohama「eyes on me」SPECIAL LIVE（2013年12月22日、クイーンズスクエア横浜　クイーンズサークル）
- メルセデス・ベンツ エクスペリエンス（2014年6月15日、横浜赤レンガ倉庫）[44]
- 瀬戸内しまのわ2014 サマーフェスタ in 広島 島谷ひとみ スペシャルライブ with レイニーウッド（2014年7月20日、ブルーライブ広島）
- テレビ朝日・六本木ヒルズ夏祭り SUMMER STATION（2014年7月30日、六本木ヒルズアリーナ）
- 新宿パークタワー20周年 Premium Stage 〜X'mas LIVE〜（2014年12月10日、新宿パークタワー）
- Fm yokohama「eyes on me」SPECIAL LIVE（2014年12月21日、クイーンズスクエア横浜　クイーンズサークル）
- 島谷ひとみスペシャルライブ＆トークショー（2015年3月29日、イオンモール日吉津）
- 瀬戸内海汽船 Presents 島谷ひとみ with レイニーウッド スペシャルライブ 2015（2015年6月6日、アステールプラザ 中ホール）
- 島谷ひとみジョイントコンサート（2015年10月3日、ユメニティのおがた 大ホール）- Metis、KAKO、Smileと共演
- 世界遺産「高野・熊野夢舞台」コンサート（2015年10月17日、高野山壇上伽藍 特設会場）
- サンエー フリーライブ（2015年10月24日 西原シティ・経塚シティ、10月25日 宜野湾コンベンションシティ・那覇メインプレイス）
- Seaside Live with 花火「島谷ひとみクリスマスライブ」（2015年12月13日、アーバンドック ららぽーと豊洲、シーサイドデッキ メインステージ）
- Fm yokohama「eyes on me」SPECIAL LIVE（2015年12月19日、クイーンズスクエア横浜　クイーンズサークル）
- 島谷ひとみ×城みちる with 磁石 〜KIZUNAカップリングコンサート〜（2016年4月20日、くれ絆ホール）- 古澤巌、MAPLEZと共演
- Fm yokohama「eyes on me」SPECIAL LIVE（2016年12月18日、クイーンズスクエア横浜　クイーンズサークル）
- Fm yokohama「eyes on me」SPECIAL LIVE（2017年12月17日、クイーンズスクエア横浜　クイーンズサークル）
- Fm yokohama「eyes on me」SPECIAL LIVE（2018年12月16日、クイーンズスクエア横浜　クイーンズサークル）
- 白竜湖リゾートSUMMER LIVE 2019（2019年8月24日、白竜湖リゾート）
- Fm yokohama「Route 847 みなとみらい KINGDOM Winter」（2019年12月14日、クイーンズスクエア横浜　クイーンズサークル）- 公開生放送
- にっぽん丸紀行 ～スペシャルエンターテイメント～（2020年11月12日、にっぽん丸 ドルフィンホール）
- はらかなこ "Piano Sings"（2021年9月16日、コットンクラブ）- ゲスト出演
- JOINT CONCERT "Cover" Vol.1 佐藤竹善＆島谷ひとみ（2023年2月3日、コットンクラブ）
- はらかなこ Tokyo City Pop vol.1 "Portrait" Release Live（2023年9月1日、コットンクラブ）
- 鈴木明男 ～ナント23回！ まだまだファンキーバースデーライブ～ （2024年6月15日 ブルースアレイジャパン）- ゲスト出演
- HITOMI SHIMATANI Supporters Club "Hermoso" 2024 （2024年11月24日 ブルースアレイジャパン）- サポーターズ倶楽部限定公演

### リリースイベント
- デビューコンベンション（1999年7月19日、ヴェルファーレ）
- 「解放区」リリースライブ（2000年9月24日、ヴィーナスフォート 教会広場）
- アルバム『シャンティ』発売記念イベント（2002年6月12日、タワーレコード 渋谷店）
- シークレットライブ 〜シャンティ〜（2002年7月22日、SHIBUYA-AX）
- ワニブックス『島谷ひとみ写真集』出版記念 島谷ひとみ握手会（2002年11月17日、福家書店 銀座店）
- アルバム『Heart&Symphony』発売記念ミニライブ（2005年10月13日、キリスト品川教会 グローリアチャペル）
- 「Dragonfly」発売記念シークレットライブ（2007年2月21日、ライブハウス チェルシーホテル）
- 「深紅／愛の詩」CD発売記念サイン&握手会（2007年9月9日、エイベックス本社）
- mu-moショップ限定『15th Anniversary SUPER BEST』予約購入特典イベント（2013年6月9日・7月13日、エイベックス本社）
- FM FUKUOKA MUSIC GARDEN 公開録音（2013年9月14日、イオンモール福岡）- 2013年9月29日オンエア
- 『15th Anniversary SUPER BEST』リリース記念ミニライブ＆握手会 in 沖縄（2013年9月21日 サンエー西原シティ・サンエー経塚シティ、9月22日 サンエー宜野湾コンベンションシティ・サンエー那覇メインプレイス）
- 「やぶれかぶれ」リリース記念イベント（ミニライブ＋握手会＆サイン会）（2014年6月4日 サンシャインシティ　アルパ 噴水広場、6月7日 イトーヨーカドー葛西店、6月8日  たまプラーザテラス、6月22日 イオン稲毛店、6月29日 イオンモール土浦）
- mu-moショップ限定『本日、都内、某所』予約購入特典イベント（ミニライブ＋握手＆2ショットチェキ撮影会）（2014年7月12日 たまプラーザテラス プラーザホール by iTSCOM）
- 『本日、都内、某所』リリース記念イベント（ミニライブ＋握手会＆サイン会）（2014年7月16日 アリオ川口、7月27日 イオンモール春日部、8月2日 昭島モリタウン）
- “キャバレー島谷”一日限定OPENイベント（2014年7月15日、キャバレー白いバラ）
- 『本日、都内、某所』リリース記念ミニライブ＆握手会 in沖縄（2014年8月23日 サンエー宜野湾コンベンションシティ、8月24日 サンエー西原シティ・サンエー那覇メインプレイス）
- アルバム「本日、都内、某所」＋シングル「やぶれかぶれ」連動企画“キャバレー叫活”イベント（2014年9月6日、SHOWER LOUNGE PLUS）
- 『心のままに〜心のままに&sessions〜』リリース記念イベント（ミニライブ＋握手会 ＆ 2ショット撮影会）（2016年2月6日 プレミアヨコハマ プレミアホール、2月7日 ららぽーと立川立飛、2月14日 たまプラーザテラス、2月28日 イオンモール春日部、3月19日 イオンモール羽生、3月20日 ららぽーとEXPOCITY、3月26日ピエリ守山、4月2日 イオンモール浜松志都呂、4月10日 東京ドイツ村、4月24日 アリオ鳳、4月30日 エミフルMASAKI、5月4日 イオンモール鳥取北、5月5日 ヒロロ、5月7日 イオンモール川口、5月28日 アリオ橋本、6月18日 サンエー宜野湾コンベンションシティ、6月19日 サンエー具志川メインシティ・サンエー那覇メインプレイス）
- 「Golden Lady」発売記念 予約特典会（ミニライブ＋握手会）（2018年7月21日 横浜 ランドマークプラザ 1階 サカタのタネ ガーデンスクエア）-「LANDMARK PLAZA 25th Anniversary SPECIAL LIVE」と同時開催
- 「Golden Lady」発売記念イベント（ミニライブ＋握手会）（2018年8月25日 アリオ葛西、9月2日 ヴィーナスフォート 教会広場、9月30日 サンシャインシティ アルパ 噴水広場、11月11日「HIROSHIMA クルママルシェ in LECT」）
- 『misty』リリース記念イベント（ミニライブ＋握手会＆サイン会）（2018年11月25日「ららぽーと立川立飛 3rd Anniversary & XMAS 点灯式ライブ」、12月23日 トレッサ横浜、12月24日「島谷ひとみ Xmasスペシャルライブ」天保山マーケットプレイス）
- デビュー20周年記念ミニアルバム『brilliant』リリース予約イベント（ミニライブ＋握手会）（2019年6月15日 昭島モリタウン、7月7日 アピタ長津田店）
- 同リリースイベント（ミニライブ＋握手会）（2019年7月21日 テラスウォーク一宮、7月23日 サンシャインシティ アルパ 噴水広場、7月28日 CBCラジオ夏まつり 久屋大通公園 光の広場、8月3日 イオンレイクタウン mori 木の広場、8月10日 東急百貨店さっぽろ店、8月11日 第46回北海道バルーンフェスティバル 上士幌町 航空公園）
- 島谷ひとみ デビュー20周年記念 名古屋スペシャル・フリーライブ（ミニライブ＋握手&サイン会）（2019年10月4日 アスナル金山）
- 10th ALBUM　発売記念イベント ミニライブ＆サイン会（2021年8月15日 イオンモール幕張新都心）
- FM AICHI 須田亜香里×ASUNAL TREASURE 公開収録（2021年8月26日 アスナル金山）
- 10th ALBUM 『LoveSong ～My song for you～』発売記念イベント ミニライブ＆サイン会（2021年11月20日 大宮ステラタウン、11月21日 イオンモール土浦、2022年1月15日 イオンレイクタウンkaze）
- 「Mystic World」リリース記念ミニライブ（2022年7月30日 上尾ショーサンプラザ）

### イベント・フェス
- 新横浜パフォーマンス2002「SUPER COLLABORATION CONCERT」（2002年5月12日、横浜国際総合競技場 特設ステージ）
- 「2003ひろしまフラワーフェスティバル」フラワー歌手（2003年5月3日、広島平和記念公園 カーネーションステージ）
- a-nation '05（2005年8月13日 ポートメッセなごや野外特設会場、8月20日 味の素スタジアム、8月28日 神戸ポートアイランド2期 神戸空港北会場）
- CHINAQUICK RESORT × a-stage'07夏 in 鎌倉・由比ヶ浜（2007年7月28日）
- 本別きらめきタウンフェスティバル2007 歌謡ステージ（2007年9月2日、本別町 利別川河川敷地特設会場）
- 「第32回府中刑務所文化祭」一日所長（2007年11月3日）
- 日越外交関係樹立35周年記念「日越友好ハノイ・ホーチミン音楽祭」〜この平和を夢みて〜（2008年5月24日 ハノイ：ナショナルコンベンションセンター、5月26日 ホーチミン：ホアビン劇場）
- a-nation '09（2009年8月29日、長居陸上競技場）
- avexサマーライブ（2010年8月1日、中山競馬場）
- 旧埼玉県立騎西高校避難所慰問ライブ（2011年5月8日）
- 日本青年会議所「がんばろうNIPPON サマーコンファレンス2011」クロージングゲスト（2011年7月17日、パシフィコ横浜 国立大ホール）
- 岩船山クリフステージ#11（2011年10月2日、岩舟町岩船山中腹採石場跡地）
- 住友生命「東日本大震災復興応援プロジェクト『みんなで強くなる』チャリティアクト」仙台公演（2011年11月17日、仙台市民会館 大ホール）、大阪公演（2012年2月22日、森ノ宮ピロティホール）、東京公演（2012年2月29日、日本青年館 大ホール）
- 呉市民会館ファイナルコンサート（2012年9月30日、呉市民会館）
- World Peace Concert “HIROSHIMA” 2013 オープニングコンサート（2013年7月27日、上野学園ホール）
- いわて三陸鎮魂復興祭　〜三陸でむすぶ、にっぽんのこころ〜　第2部「にっぽんの心をうたうスペシャルコンサート」（2013年9月28日、宮古市 奥浄土ヶ浜特設会場）- 錦織健と共演
- 「第38回府中刑務所文化祭」一日所長（2013年11月3日）
- Eye-land Fan Club Party 2014 （2014年3月2日・29日、ラドンナ）
- 湖北やんすこんす市民祭2014（2014年8月3日、長浜市長浜港特設会場）
- 第50回すすきの祭り（2014年8月7日、札幌市すすきの交差点南特設会場）
- 2015ひろしまフラワーフェスティバル 被曝70年企画 ピース・アクト・ヒロシマ音楽祭（2015年5月4日、広島平和記念公園 カーネーションステージ）
- 日本青年会議所近畿地区協議会 2015年度近畿地区大会草津大会「SO-AIフェスタ2015」（2015年7月12日、草津市 烏丸半島特設会場）
- アートアクアリウム展 〜広島・金魚の祈〜 ナイトアクアリウム「島谷ひとみと浴衣でナイト！」（2015年8月8日、NTTクレドホール）
- 日本青年会議所中国地区協議会 中国地区コンファレンス2015「たからいち」（2015年8月9日、呉市 大和波止場公園特設会場）
- 三菱重工労働組合長崎造船支部・三菱重工業長崎造船所・三菱日立パワーシステムズ長崎工場共催「2015とっとっと祭り」（2015年8月23日、長崎水辺の森公園特設会場）
- お台場夢大陸 〜ドリームメガナツマツリ〜「お祭りLIVE！みんなのニュースSP ニュースのうた“ライブ”」（2015年8月25日、フジテレビ本社屋1F広場 夢大陸マイナビステージ）
- イーハトーブ・アニメフェスティバル2015 〜賢治のまち花巻から〜（2015年10月10日、宮沢賢治童話村特設会場）
- 島谷ひとみ LIVE in 江刺甚句まつり（2016年5月3日、奥州市江刺区大通り公園 おまつり広場）
- 2016 もりまち桜まつり歌謡ショー（2016年5月8日、北海道森町 青葉ヶ丘公園 グラウンド特設ステージ）
- 箭弓稲荷神社 御鎮座1300年記念事業 奉祝イベント「島谷ひとみコンサート」（2015年5月21日、箭弓稲荷神社）
- 第46回つべつ夏まつり HBCラジオ公開録音（2016年7月3日、北海道津別町 河岸公園）
- 島谷ひとみライブステージ（2016年7月13日、大井競馬場 トゥインクルステージ）
- 2016三菱電機鎌菱会サマーフェスティバル「島谷ひとみスーパーライブ」（2016年7月30日、鎌倉市 三菱電機富士塚グラウンド特設会場）
- Music Resort うたたね 2016 しまなみ（2016年9月3日、みろくの里 ツネイシフィールド特設ステージ）
- TSKエリ8祭り（2016年9月4日、山陰中央テレビ放送 特設ステージ）
- JFE西日本フェスタinくらしき RSKラジオ公開録音（2016年11月3日、JFEスチール西日本製鉄所 倉敷地区構内 メインステージ）
- ViNAひかりのファンタジー イルミネーション点灯ライブ Fm yokohama公開録音（2016年11月4日、ビナウォーク5番館 ビナステップ）
- 2016 Japan Vietnam Festival in Ho Chi Minh（2016年11月19日・20日、ホーチミン 9月23日公園）
- 岩船山クリフステージ#17（2017年5月21日、岩舟町岩船山中腹採石場跡地）
- 第64回北見ぼんちまつり（2017年7月15日、北見芸術文化ホール横特設会場）
- ビルの谷間の音楽祭 〜極上の音楽と コーヒーをあなたに〜（2017年9月10日、ふくぎん本店広場）
- 佐賀さいこうフェス2017 Vol.2（2017年10月22日、佐賀県立博物館前特設メインステージ）
- フラワーフェスタ2018（2018年5月6日、響灘緑地グリーンパーク）
- LANDMARK PLAZA 25th Anniversary supported by Fm yokohama 84.7 SPECIAL LIVE（2018年7月21日、ランドマークプラザ１階 サカタのタネ ガーデンスクエア）
- 四国放送まつり2018（2018年9月29日、あすたむらんど徳島）
- 佐賀さいこうフェス2018 Vol.3（2018年10月20日、佐賀県立博物館前特設メインステージ）
- 平和堂 & サンスター Presents α-STATIONスペシャルクルーズ（2018年10月28日、大津港）
- 広島FM MEET the RADIO with 島谷ひとみ in エールエール（平成三十年11月23日、広島駅南口地下イベント広場）
- Sunshine City Christmas Party!（2018年12月22日、サンシャイン60展望台）
- HBCラジオ公開生放送「おいしいラジオ!! 2019」おいしいフィナーレライブ（2019年3月23日、サッポロファクトリー アトリウム特設会場）
- NAONのYAON 2019（2019年4月29日、日比谷野外大音楽堂）[45]
- Tokyo Street Collection（2019年5月3日、パシフィコ横浜 展示ホール）[46]
- CBCラジオ夏まつり2019（2019年7月28日、久屋大通公園 エディオン久屋広場
- 第46回北海道バルーンフェスティバル（2019年8月11日、上士幌町 航空公園）[47]
- 夕映えの響き（2019年9月28日、西伊豆町宇久須クリスタルビーチ）
- KIRORO☆GRAN FESTA 2019（2019年9月15日、キロロリゾート 森の広場）
- GTFグリーンチャレンジデー 2019 in 新宿御苑（2019年10月6日、新宿御苑 風景式庭園 整形式庭園）
- ドゥシフェス2019（2019年11月3日、豊崎美らSUNビーチ）[48]
- SHOW-YAとNAON（2020年9月19日）- 無観客・ネット配信
- 行徳署一日署長（2020年11月28日、妙典駅前広場）
- TOKYO MODERN TIMES 2021（2021年3月17日、イイノホール）- 特別ゲスト
- DIAMOND FES in KT Zepp Yokohama（2021年5月2日 KT Zepp Yokohama）
- LA MUSIQUE DE PARIS 巴里の音楽 1930-1970（2021年8月1日、イイノホール）
- GLITTER NIGHT FES Vol.1 supported by DIAMOND FES（2021年11月29日 Zepp Tokyo）- 「TOKYO GIRL」MINMIとのコラボ生初披露
- KHB 長町夜市（2021年12月5日、ぐりりホール）
- 仙台ゴスペル・フェスティバル 20周年 アニバーサリーコンサート（2021年12月19日 電力ホール） - 「Party Monster」中西圭三とのコラボ生初披露
- アスティーダフェスティバル（2021年12月20日 沖縄アリーナ）
- ICheck presents SUMMER MADA FES 2021（2021年12月26日 東京ドームシティホール）- 「Party Monster」中西圭三とのコラボ披露
- 2022 本宮市春まつり（2022年4月16日、白沢公民館前ふれあい夢広場）
- 第46回 内灘町民夏まつり「はまなす歌謡祭」（2022年7月23日、内灘町文化会館）
- 第39回 小清水ふるさとまつり じゃがいもフェスティバル（2022年7月24日、小清水町開基100年記念公園 特設ステージ）- 町民限定イベント
- Water Rand 2022（2022年8月6日、お台場 青海R地区）
- 森岳温泉夏まつり2022（2022年8月21日、惣三郎沼公園 特設会場）- 8月27日、ABS秋田放送でオンエア。12月28日、同局で拡大版オンエア
- ASHIBETSU STELLA STREET FES 2022（2022年9月18日、M's Resort Ashibetsu 特設ステージ）
- 「2023ひろしまフラワーフェスティバル」スペシャルゲスト（2023年6月10日、広島平和記念公園 カーネーションステージ）
- 苫小牧ミライフェスト2023（2023年9月2日、キラキラ公園 特設ステージ）
- PEACE STOCK 78' HIROSHIMA 2023（2023年11月12日、広島マリーナホップ 第二駐車場 特設ステージ）
- 潤水都市さがみはらフェスタ2023 Go out（2023年11月25日、相模総合補給廠一部返還地 特設ステージ）2024
- 未来アクションフェス（2024年3月24日、国立競技場）
- 令和6年度周南公立大学入学式（2024年4月4日、周南市文化会館）- HIPPY、STU48と共にサプライズゲスト
- ボートレースあまがさき ミュージックランド2024 ～音楽のおもちゃの箱～ GWスペシャルライブ（2024年4月28日、尼崎競艇場 屋外ステージ）
- 2024 JFE西日本フェスタ inふくやま（2024年5月12日、JFEスチール 西日本製鉄所（福山地区））- RCCラジオ「「アンガールズ カーティスト」公開収録」
- 日本青年会議所京都ブロック協議会「MIYAZU FESTA 君とつくる ～愛着と誇りに満ちた未来～」（2024年5月26日、天橋立海水浴場）
- 岸和田競輪「第2回パールカップG1」（2024年6月13日、岸和田競輪場 イベントステージ）
- PEACE STOCK 79' NAGASAKI 2024（2024年6月29日、ハウステンボス 特設会場）
- 南国イベント（2024年7月21日、イオンモール北戸田 セントラルコート）
- 2024年度 弥彦村納涼音楽祭（2024年8月9日、弥彦競輪場）
- 2024 神宮外苑花火大会（2024年8月10日、神宮球場）
- 第15回ハマサイトの夏祭り（2024年8月30日、浜松町駅北口駅前広場・汐留ビルディング外構）
- チャイナフェスティバル in 九州 2024（2024年9月8日、福岡市役所西側ふれあい広場）
- PEACE STOCK 79' HIROSHIMA 2024「もう一つの記念日」（2024年9月22日、NTTクレドホール）
- 鬼北町合併20周年記念事業「でちこんか2024」（2024年10月13日、鬼北町役場裏　奈良川河川敷 特設ステージ）
- くまむら復興祭 2024（2024年10月27日、球磨村 旧 渡小学校グラウンド 特設ステージ）
- つばめミュージックフェスタ（2024年11月16日、燕市文化会館 大ホール）
- ボートレース下関「SGチャレンジカップ」（2024年11月19日、下関競艇場 イベント広場）
- フジ クリスマスコンサート Vol.19（2024年12月23日、愛媛県県民文化会館）

## 出演

### NHK紅白歌合戦出場履歴
| 年度   | 放送回 | 曲目                                 | 対戦相手     | 備考                   |
| ------ | ------ | ------------------------------------ | ------------ | ---------------------- |
| 2002年 | 第53回 | 亜麻色の髪の乙女                     | 氷川きよし   | 後半紅組トップバッター |
| 2003年 | 第54回 | 元気を出して                         | CHEMISTRY    |                        |
| 2004年 | 第55回 | ANGELUS -アンジェラス-               | ORANGE RANGE |                        |
| 2005年 | 第56回 | 亜麻色の髪の乙女 (crossover version) | 前川清       |                        |

### テレビ番組
- 紳助の人間マンダラ（1999年、関西テレビ）
- 哲にいさん（1999年、日本テレビ） - 長女・ひとみ 役、ドラマ仕立ての音楽情報番組
- NHK歌謡コンサート（1999年より複数回、NHK総合）
- ポップジャム（2000年より複数回、NHK総合）
- 大阪発元気ダッシュ!DOYAH（2001年11月29日ほか、NHK-BS2）
- デジタルドリームライブ（2001-2004年）NHK-BS2
- ASIA2001 Music Festival in Malaysia（2001年12月2日、NHK総合）
- BSジュニアのど自慢（2002年より複数回、NHK-BS2）
- ドラマ・新宿鮫～氷舞（2002年、NHK-BS2）
- COUNT DOWN TV年越しプレミアライブ（毎年12月31日、TBS）
- AX MUSIC-TV（日本テレビ系）
- BEAT MOTION（2002年5月19日ほか、NHK-BS2）
- うたばん（2003年7月24日、TBS）
- 真夜中の王国03（2003年6月2日、NHK-BS2）
- スタジオパークからこんにちは（2003年7月2日、NHK総合）
- 夢と未来へのメッセージ - 魔法の国から子どもたちに贈る歌 -（2003年8月12日、NHK総合）
- 音楽戦士 MUSIC FIGHTER（2004年-、日本テレビ系）
- 夢・音楽館（2004年10月ゲスト、NHK総合ほか）
- きよしとこの夜（2007年3月8日、NHK総合）
- MUSIC JAPAN（2007年より複数回、NHK総合）
- Music Lovers（2007年6月10日、日本テレビ系）
- ディズニーパラダイス 夏のスペシャル in 宮崎（2007年8月5日・11日・20日・25日・30日、ディズニー・チャンネル）
- 星にスイング ～歌うクリスマス～（2007年12月21日、NHK-BS2）
- あなたの街で夢コンサート （2008年4月19日、NHK-BS2） - 広島県福山市で収録
- 歌謡チャリティーコンサート（2008年4月29日、NHK総合）
- 月刊MelodiX（2008年6月28日、テレビ東京系）
- ハノイ・ホーチミン音楽祭（2008年6月29日、NHK-BS2）
- ヒミツのちからんど（2010年2月20日、NHK教育）
- BS日本のうた（2010年12月4日、NHK-BS2）
  - 「亜麻色の髪の乙女」- 山梨県立県民文化ホールにて収録
- スカパー!×歌謡ポップスチャンネル SPECIAL「八代亜紀×島谷ひとみ コラボライブ〜歌い継がれる名曲〜」（2011年3月19日 - 31日、スカチャン） - 2011年3月7日、モーションブルー横浜にて収録
- 情報満載ライブショー モーニングバード!（2011年4月6日-2015年9月25日、テレビ朝日）
  - 2011年4月 - 2015年3月 - 水曜日のコーナー「なでしこスタイル」（旧コーナー名「ちょいチャレなでしこ」）にレギュラー出演
  - 2012年10月 - 2015年3月 - 水曜日のコーナー「プロ技キッチン」にレギュラー出演
  - 2015年4月 - 7月 - 金曜日のコーナー「その手があったか調査室」にレギュラー出演
  - 2015年7月 - 9月 - 金曜日のコーナー「ワンダふるさと」にレギュラー出演（後継番組の『モーニングショー』で継続）
- 直伝 和の極意「これであなたも着物美人」（2011年8月30日-10月25日、全9回、NHK Eテレ） - 生徒役
- 魅力再発見！ニッポンの里山100大全集（2012年3月24日、NHK BSプレミアム）
- Music Travel（2012年8月17日、BSジャパン）
- 牡蠣が結ぶ世界の絆　オイスターロードを行く（2013年2月9日、RCC制作・TBS系全国放送）
- いい旅・夢気分「お手軽！初夏の山歩き　箱根・金時山＆筑波山」（2013年6月5日、テレビ東京） - 新山千春と筑波山へ
- 芸能人最強アカペラ王者決定戦　ハモネプ★スターリーグ（2013年10月8日、フジテレビ） - 小室哲哉率いるチーム「TKハーモナイザー」のリードボーカル[49][50]
- ハモネプ♪ジャパンカップ（2014年4月1日、フジテレビ）[51] - チーム「七色ボイス」の一員として出場し、優勝[52]
- 鯉のはなシアター（2014年5月23日、広島ホームテレビ） - 地元出身の広島カープファンとして出演
- 瀬戸内みらいコンサート（2014年10月17日、NHK総合（中国地方のみ）。12月22日、NHK BSプレミアム） - 司会および歌手として出演。2014年10月2日、アステールプラザ 大ホールにて収録
- バラエティー生活笑百科（2015年4月11日・5月7日、NHK総合）
- あの年この歌〜時代が刻んだ名曲たち〜「青春ソングスペシャル！」（2015年5月9日、BSジャパン）[53]
- 木曜8時のコンサート〜名曲!にっぽんの歌〜（2015年7月30日、テレビ東京）
- 日本名曲アルバム (BS-TBS)
  - #103「女ごころ・恋もよう 名曲 25撰」（2015年8月4日）
  - #106「不滅のグループヒット」（2015年8月25日）
  - # 118「輝く！日本レコード大賞　受賞曲特集〜昭和の歌謡史を彩った名曲〜」（2015年12月15日）
- 新・BS日本のうたNHK BSプレミアム
  - （2015年9月27日）「かもめが翔んだ日」「太陽がくれた季節」- 前橋市民文化会館にて収録
  - 　 「橋×五木スペシャル！歌にトークにお芝居に盛りだくさん！」（2019年12月29日）「みんな夢の中」「別れても好きな人」- 大和市文化創造拠点シリウスにて収録
- 羽鳥慎一モーニングショー（2015年10月2日-2019年9月27日、テレビ朝日）
  - 金曜日のコーナー「ワンダふるさと」にレギュラー出演
- 希望のメロディーコンサート（2015年10月30日、NHK総合〈中国地方のみ〉）- 司会および歌手として出演。2015年9月16日、アステールプラザ 大ホールにて収録
- JOYnt!（群馬テレビ）（2016年6月8日）- ゲスト出演
- うたコン（NHK総合）
  - 「夏に聴きたい海ソング」（2016年7月12日）
  - 「心燃えて 情熱の女うた」（2017年1月31日）
  - 「京都発！情緒あふれる名曲集」（2018年2月27日）
  - 「今夜は胸キュン！コラボナイト」（2018年6月26日）
  - 「元気が出る！まんぷくディナーショー」（2018年10月30日）
  - 「あのころを思い出す！トキメキ名曲集」（2019年2月12日）
  - 「愛のジャンボ歌謡祭」（2019年11月19日）- 東広島芸術文化ホールくららにて収録
- NHK短歌（2017年2月5日、NHK教育）
- 旬感☆ゴトーチ!「海の駅 センザキッチン～山口県 長門市～」（2018年9月11日、NHK総合）
- ごごナマ ごごウタ（2018年11月2日、2019年9月13日 NHK総合）
- 2016 FNSうたの夏まつり〜海の日スペシャル〜（2016年7月18日、フジテレビ）[54]
- 金曜7時のコンサート〜名曲!にっぽんの歌〜（2016年7月22日、テレビ東京）
- いのちのうたフェス2019（2019年8月9日）- 広島文化学園HBGホールにて収録
- 徳井・又吉の哀歌～人生どん底で聴いた曲～（2019年8月14日、朝日放送テレビ）
- 街頭TV 出没!ひな壇団（2019年8月28日、RCCテレビ）
- NHKのど自慢（2019年9月8日、NHK総合）- 菊川文化会館アエルにて生放送
- My Anniversary SONG ～HEISEI SOUND ARCHIVE～（2019年11月8日、BS朝日）
- テレビ派（2020年7月15日-2021年3月10日、広島テレビ）- 第3水曜レギュラー
- ふるさと発見！8Kタイムラプス「中国地方編」（2020年10月20日、NHK-BS8K） - ナレーター
- 北国トラベラーズ2020「わたしは北国へ」（2020年11月21日、山形放送・福島中央テレビはじめ、秋田放送、ミヤギテレビ、テレビ岩手、青森放送、札幌テレビ放送）
- TSUKEMEN TV #139（2021年1月8日ほか、J:COM）
- 千鳥の鬼レンチャン「激ムズ！サビだけカラオケ＆ディズニー知識対決3時間SP」（2021年2月12日、フジテレビ）
- 威風堂々！未来へ発信スペシャルライブ（2021年3月21日、テレビ愛知） - 2021年2月28日、穂の国とよはし芸術劇場PLATにて収録
- 孤高のレストラン（2021年3月29日、BS-TBS）- ナレーター
- ニンゲン観察バラエティ　モニタリング（2021年4月15日）
- 乃木坂スター誕生! (2021年7月13日、日本テレビ）
- 千鳥の鬼レンチャン（フジテレビ、2021年12月29日）
- 千鳥の鬼レンチャン（フジテレビ、2022年6月5日）

### テレビドラマ
- 新宿鮫（2002年、NHKテレビ） - 青木晶 役、舘ひろしと共演
- 探偵家族（2002年、日本テレビ） - 第8話に友情出演
- 僕だけのマドンナ（2003年、フジテレビ） - 今村景子 役
- だめんず・うぉ〜か〜（2006年、テレビ朝日） - 虻川久美 役
- ケータイ捜査官7（2008年4月 - 2009年3月、テレビ東京） - 本人 役、第30話にゲスト出演
- 音女「諭されるオトメ」2008年6月3日、「不意を突かれるオトメ」同年6月5日、「2038年のオトメ（前編）」同年9月30日、「2038年のオトメ（後編）」同年10月1日（テレビ朝日）
- パパドル!（2012年4月 - 6月、TBS） - 竹富典子 役
- 月曜ゴールデン（TBS）
  - 「税務調査官・窓際太郎の事件簿26」（2014年2月24日） - 妹尾明日香 役
  - 「新・示談交渉人 裏ファイル4」（2014年12月8日） - 瀬川真希 役
- カミナリ☆ワイナリー（2014年8月2日、山梨放送）

### 映画
- テニスの王子様（2006年、松竹） - 竜崎スミレ 役
- パラレル 愛はすべてを乗り越える―。（2009年） - 京谷陽子 役
- ザ・ボディガード（2010年、GPミュージアムソフト） - AYA 役

### ミュージカル
- スター誕生（2004年3月17日 - 4月18日、青山劇場） - 仲間由紀恵や今井絵理子と3人で主演を務める。
- 赤毛のアン - 主演・アン 役
  - 2007年8月18日 - 28日、全国8都市・全11回公演
  - 2008年8月14日 - 28日、全国8都市・全10回公演
  - 2009年8月16日 - 28日、全国8都市・全10回公演
  - 2010年8月15日 - 25日、全国8都市・全11回公演
  - 2011年8月14日 - 24日、全国8都市・全10回公演[注 8]
- ユーミンソング・ミュージカル ガールフレンズ（2008年1月28日 - 2月15日、全国5都市） - 裕子 役、鈴木蘭々とダブル主演（東京公演は池田有希子とダブルキャスト）
- ラ・カージュ・オ・フォール〜籠の中の道化たち〜（2008年12月6日 - 2009年1月25日、日生劇場、北九州芸術劇場、シアター・ドラマシティ、全46回公演） - アンヌ 役
- ROCK OF AGES（2011年10月28日 - 11月19日、東京国際フォーラム・ホールC、森ノ宮ピロティホール、アルモニーサンク 北九州ソレイユホール、全21回公演） - シェリー 役

### 演劇
- ディス・ワンダーランド（2013年4月6日 - 14日、青山円形劇場、全13回公演） -  サクラ 役

### 朗読劇
- LOVE LETTERS（2009年7月24日、ル テアトル銀座） - メリッサ 役

### 声優
- 映画『ドラえもん のび太のワンニャン時空伝』 - チーコ 役、シャミー（歌っている時のみ）役「YUME日和」が挿入歌・エンディングテーマ。
- 映画『レーシング・ストライプス』日本語吹き替え - サンディ 役

### ラジオ
- 島谷ひとみのkeep up spirits!（1999年 - 2011年4月、文化放送制作） - レギュラー。2000年3月までの番組名は『島谷ひとみ瞳をみつめて』
- 島谷ひとみのひとみEye-Land（2002年10月 - 2006年3月、JFN制作） - レギュラー
- KIRIN BEER "Good Luck" LIVE（2010年12月25日、TOKYO FM、JFN系列） - 2010年12月21日、TOKYO FM スタジオイリスにて収録
- eyes on me（2011年10月1日 - 2019年12月28日 、Fm yokohama） - レギュラー
- 文化放送マンデープレミアム『島谷ひとみ "Sign Music" ヒーリングタイム』（2012年3月19日、文化放送）
- 文化放送ライオンズナイターSET UPスペシャル　デビュー15周年記念スペシャルプログラム『島谷ひとみのRadio In Love』（2013年7月18日、文化放送）
- KIRIN BEER "Good Luck" LIVE（2013年8月10日、TOKYO FM、JFN系列） - TOKYO FM スタジオイリスから生放送
- KIRIN BEER "Good Luck" LIVE（2019年7月13日、TOKYO FM、JFN系列）[55]
- NNS presents 909 Music Hourz（2020年7月26日、YBSラジオ） - 特番メインパーソナリティー。2時間生放送

### CM
- 花王「エッセンシャル ダメージケア」（2001年10月 - 2002年9月)
- サンギ「ナノテク・アパガード」（2004年3月 - 6月）
- KDDI「PLAY MUSIC! PLAY au!」（2004年8月） - CM内で「追憶＋LOVE LETTER」のPVがO.A.
- エステー「ミュージカル・赤毛のアン　チケットプレゼント」(2009年5月 - 6月、2011年5月 - 6月)
- フジテレビフラワーネット（2011年1月 - 3月）
- エステー「消臭力」(2012年4月 - 12月) 『歌う チカラ』『チカラにかえてinリスボン』『ミゲルの丘』『香りの力を信じよう』篇ほか
  - 2012年7月、同CM出演者3名（ミゲル・ゲレイロ、西川貴教（T.M.Revolution）、島谷ひとみ）によるユニットT.M.H.R.結成。CMソング「チカラにかえて」を音楽配信開始 。
- ABCマート「ABC-MART Recommend」（同店内放送番組、2013年10月 - 2014年3月）
- 三光産業「無敵マスク」（2021年11月 - 現在）

### その他
- プロ野球オールスターゲーム 第2戦 国歌斉唱（2003年7月16日、千葉マリンスタジアム）
- トリノオリンピック日本代表選手団 結団式 国歌斉唱（2006年1月22日、新高輪プリンスホテル 国際館パミール）
- 東京優駿（日本ダービー）国歌独唱（2006年5月28日、東京競馬場）
- 北京五輪サッカー2次予選初戦「U-22日本代表×U-22香港代表」国歌独唱（2007年2月28日、国立競技場）
- SUPER GT第1戦 SUZUKA GT300km 国歌斉唱（2008年3月16日、鈴鹿サーキット）
- プロ野球セリーグ公式戦 広島対中日 試合前イベント 広島東洋カープ球団歌「それ行けカープ」独唱（2009年4月10日、MAZDA Zoom-Zoom スタジアム広島・杮落とし）[56]
- サッカー・キリンチャレンジカップ2009「日本代表 vs スコットランド代表」国歌斉唱（2009年10月10日、横浜国際総合競技場） - 横浜市立東汲沢小学校児童と
- サッカー・キリンチャレンジカップ2012「日本代表 vs アイスランド代表」国歌独唱（2012年2月24日、大阪・長居陸上競技場）
- 2014Jリーグヤマザキナビスコカップ 決勝「サンフレッチェ広島 vs ガンバ大阪」国歌斉唱（2014年11月8日、埼玉スタジアム2002）
- プロ野球 2015年度 セ・パ交流戦 広島対ロッテ 国歌斉唱及び始球式（2015年5月27日、MAZDA Zoom-Zoom スタジアム広島）[57]
- サッカー・キリンチャレンジカップ2012「日本代表 vs アイスランド代表」国歌独唱（2012年2月24日、大阪・長居陸上競技場）
- B.LEAGUEチャンピオンシップ 2017-18 セミファイナル 千葉ジェッツ vs 琉球ゴールデンキングス 第1戦 国歌独唱及びハーフタイムショー出演（2018年5月19日、船橋アリーナ）
- 国際連合創設75周年記念事業 芸術文化学術フォーラム2020 in 京都 「CYCLE～サイクル～」[注 9]「亜麻色の髪の乙女」歌唱（2020年11月18日、京都芸術劇場）
- STU48『光は君に、あの日々に。』ドラマミュージックビデオ（2022年3月31日）合唱部の先生 役

## 受賞歴
1999年
第32回 日本有線大賞 最優秀新人賞 「大阪の女」
第32回 全日本有線放送大賞 新人賞 「大阪の女」
2001年
第34回 日本有線大賞 有線音楽優秀賞 「市場に行こう」
第34回 ALL JAPANリクエストアワード ゴールドリクエスト 「パピヨン 〜papillon〜」
2002年
第35回 日本有線大賞 最多リクエスト曲賞 「亜麻色の髪の乙女」
第44回 日本レコード大賞 金賞 「亜麻色の髪の乙女」
第35回 ALL JAPANリクエストアワード 最優秀歌唱賞 「亜麻色の髪の乙女」
2003年
第45回 日本レコード大賞 金賞 「Perseus-ペルセウス-」
第36回 日本有線大賞 有線音楽優秀賞 「Perseus -ペルセウス-」
第36回 ベストヒット歌謡祭 ゴールドアーティスト賞 「Perseus -ペルセウス-」
2004年
第37回 ベストヒット歌謡祭 ゴールドアーティスト賞 「ANGELUS -アンジェラス-」
2005年
第38回 ベストヒット歌謡祭 ゴールドアーティスト賞 「真昼の月」

## 書籍

### 写真集
- HITOMI SHIMATANI PHOTOGRAPHY（2002年11月15日） - ISBN 4847027388

### 楽譜
- ピアノピース357 亜麻色の髪の乙女/島谷ひとみ（2002年6月11日） - ISBN 4894428032
- ピアノソロ 島谷ひとみ（2003年1月10日） - ISBN 4401015258
- ピアノソロ 島谷ひとみ 「GATE〜scena III〜」（2003年10月21日） - ISBN 440101555X
- ピアノソロ ベストアーティスト 11 [浜崎あゆみ/島谷ひとみ] （2004年2月17日） - ISBN 4896388267
- ピアノピース468 YUME日和/島谷ひとみ テレビ朝日系 「ドラえもん」エンディングテーマ（2004年3月10日） - ISBN 477760070X

### カレンダー
- 2003年度（2002年11月） - ISBN 4894950189
- 2004年度（2003年11月30日） - ISBN 4777400557
- 2005年度（2004年12月10日） - ISBN 477741065X
- 2006年度（2005年10月24日） - ISBN 4777420639
- 2007年度（2006年10月15日） - ASIN B000HXDYRQ